# Regno di Valencia

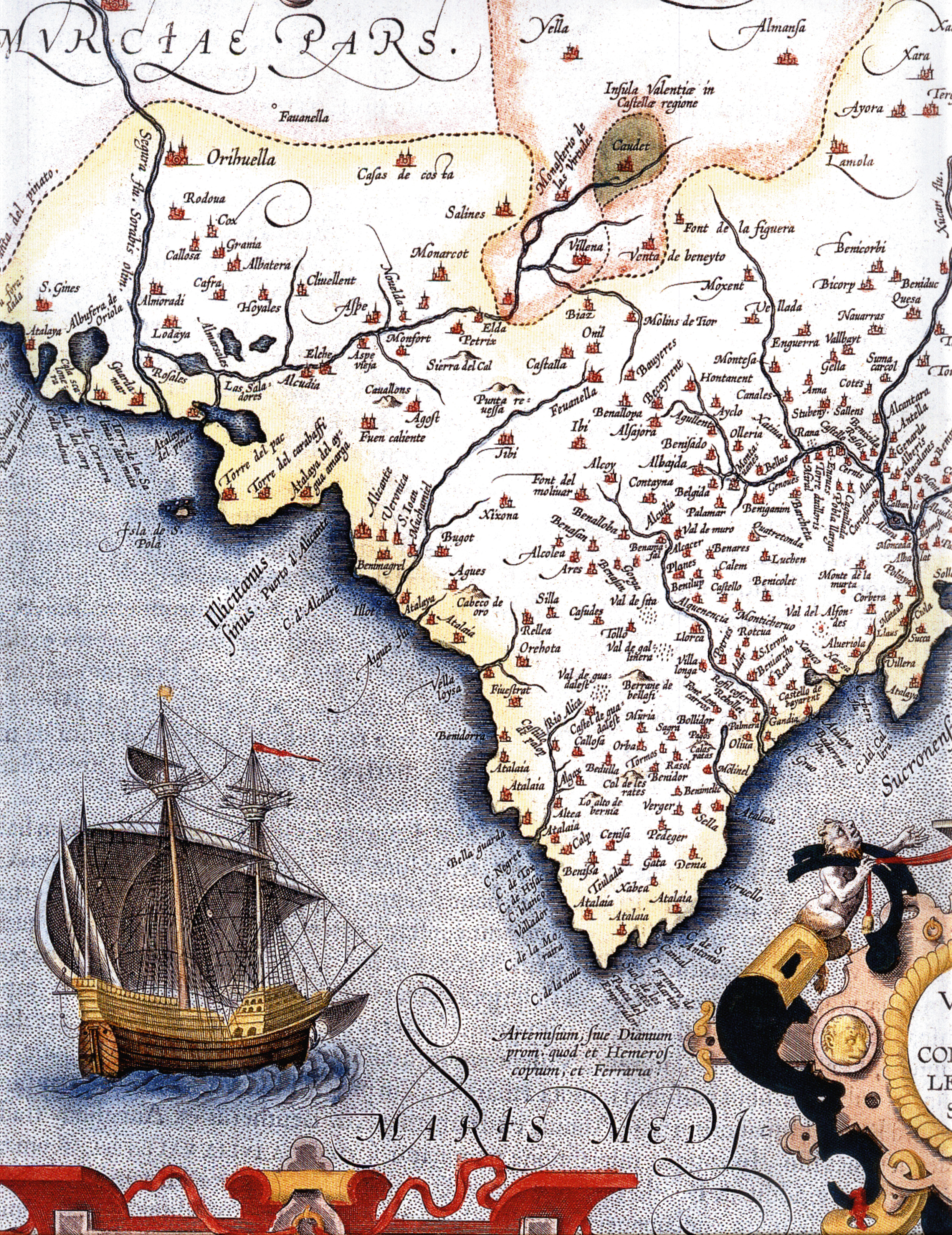
Parte meridionale del Regno di Valencia nel XVI secolo.

Il Regno di Valencia fu istituito da Giacomo I d'Aragona (detto il Conquistatore) come regno vassallo della Corona d'Aragona (ma indipendente) subito dopo la conquista della città di Valencia ai Mori, e fu immediatamente ampliato arrivando, in pochi anni alla linea Biar-Busot, poi fu ulteriormente ampliato da Giacomo I e dai suoi successori. La capitale di questo regno era la città di Valencia. Alla morte di Giacomo I, il regno, che fece sempre parte della Corona d'Aragona, passò al figlio primogenito, Pietro il Grande.
Il regno di Valencia, nell'ambito della corona d'Aragona, mantenne sempre i propri fueros (valenciano: furs, leggi ed editti propri del regno valenciano), per poi continuare a mantenerli nel regno di Spagna, sino a che, Filippo V di Spagna, dopo la fine della Guerra di successione spagnola, tra il 1707 ed il 1716 impose ai regni di Aragona, Maiorca e Valencia di uniformarsi alle leggi ed alle giurisdizioni castigliane, riducendo i vecchi regni al rango di province castigliane.

## Prologo

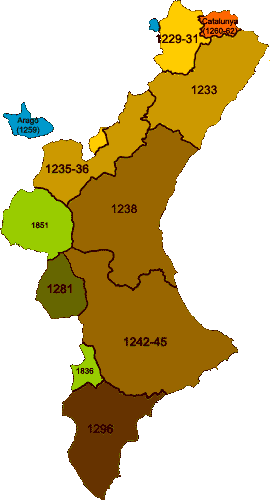
Fasi della conquista del Regno di Valencia corrispondente alla attuale Comunità Valenciana.

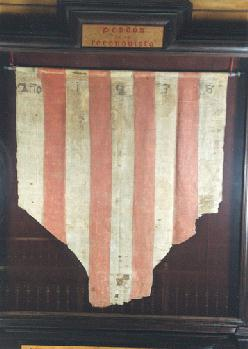
Penó de la Conquesta, bandiera (in origine il drappo era composto da tre teli bianchi, che ora per la vetustà appaiono gialli, cuciti insieme, con quattro bande rosse pitturate ed era anche più grande) esposta dai musulmani sulla torre della città, per indicare la resa di Valencia a Giacomo il Conquistatore.

Il regno di Taifa di Valencia, nel 1085, fu tolto agli Amiridi (discendenti dalla famiglia dei Banū Abī ‘Āmir, la famiglia di Almanzor), conquistato dalle truppe castigliane, guidate da Álvar Fáñez, ex luogotenente del Cid, che sino al 1086 governò la città di Valencia, per conto del re di Castiglia, Alfonso VI, per poi cederla, come compensazione, ad al-Qādir, ex re di Toledo, spodestato, nel 1084, da Alfonso VI; al-Qādir divenne re di Valencia e rese omaggio al re di Castiglia ed inoltre si alleò col re di Saragozza, al-Muqtadir, che aveva al suo servizio il Cid, che, nel 1090, ottenne dal conte di Barcellona, Raimondo Berengario III il protettorato di tutte le province musulmane a sudovest della Catalogna, praticamente i regni di Saragozza e Lerida, che continuarono ad esistere solo formalmente e data l'alleanza stipulata col regno di Valencia, il Cid si recò immediatamente a Valencia, con truppe miste, cristiane e musulmane, divenendo il protettore di al-Qadir.
Nel luglio del 1093, dopo la morte del suo protetto (al-Qādir era stato ucciso durante una sollevazione a favore degli Almoravidi), il Cid assediò Valencia, e approfittando del conflitto interno tra i sostenitori e i contrari agli Almoravidi, riuscì ad occuparla, e, nel 1094, a liberarla dai filo-almoravidi; la città divenne così un baluardo cristiano contro gli attacchi del sovrano degli Almoravidi, Yūsuf Ibn Tāshfīn, che dopo l'eventuale conquista di Valencia, oltre ai regni di Saragozza e Lerida, avrebbe potuto attaccare la contea di Barcellona ed il regno di Aragona. Dopo essere divenuto signore di Valencia, il Cid rinforzò le difese della città e, nel 1096, si alleò col nuovo re d'Aragona, Pietro I di Aragona, dopo che quest'ultimo aveva occupato Huesca.
Nel 1098, Rodrigo Diaz de Bivar, detto il Cid, occupò Murviedro (l'antica Sagunto) e Almenara e rese suoi tributari i piccoli regni musulmani dei distretti vicini, ampliando il territorio del Regno. Il Cid morì nel 1099, e sua moglie, doña Jimena, fu regina del regno di Valencia. Però, nel 1102, dopo aver resistito per tre anni ai continui attacchi del figlio dell'emiro Yūsuf ibn Tāshfīn, ʿAlī b. Yūsuf, chiese aiuto al cugino, Alfonso VI, che, raggiunta Valencia col proprio esercito, ritenne la città indifendibile, anche perché nel frattempo gli Almoravidi avevano attaccato la Castiglia e abbandonò la città, dopo averla data alle fiamme.
Così ebbe fine il primo regno cristiano di Valencia, dopo un'esistenza di circa dieci anni.

## La conquista di Valencia

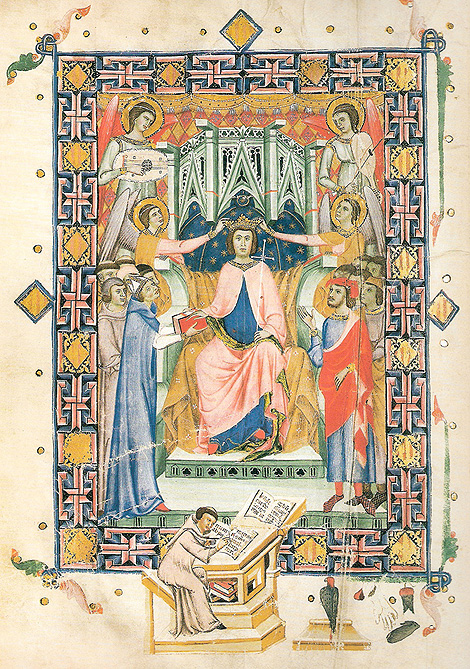
Giacomo I d'Aragona sul trono

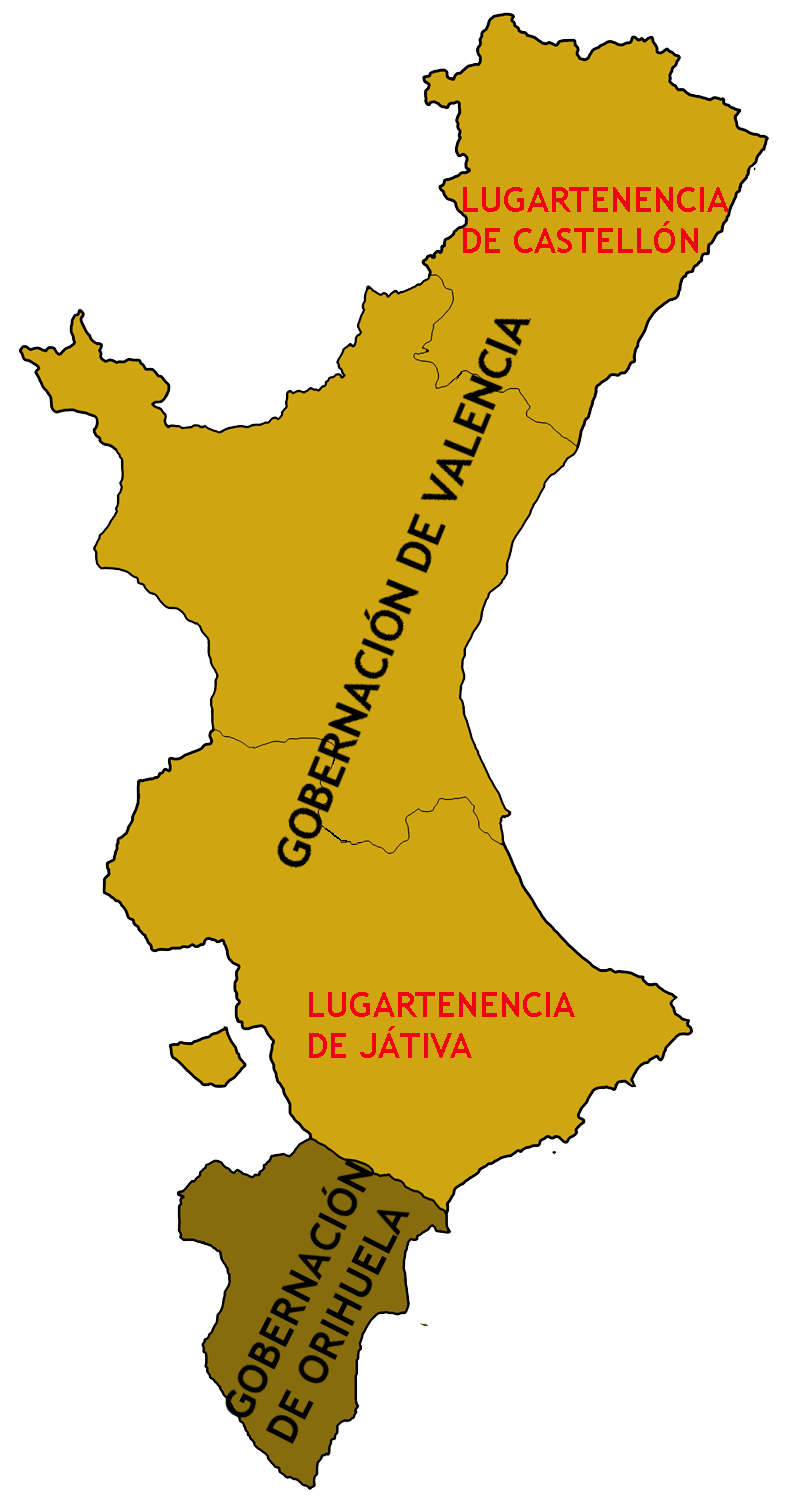
Divisione amministrativa del Regno di Valencia, dal XIV secolo

La conquista di Valencia a differenza di quella di Maiorca, venne compiuta con un importante contingente di aragonesi. Nel 1231, Giacomo I il conquistatore si riunì, ad Alcañiz, con il nobile Blasco di Alagón ed il maestro degli ospitalieri, Hugo de Folcalquer, per fissare un piano di conquista dei territori valenciani. Blasco raccomandò di assediare le città della piana ed evitare le città fortificate, tuttavia i primi luoghi ad essere conquistati furono due avamposti arroccati fra le montagne. Il primo fu Morella, al nord di Castellón, conquistato da Blasco d'Alagon, nel 1232, che approfittò della debolezza del governo musulmano locale, mentre Giacomo I andò alla conquista del secondo, Ares, e da qui si recò a Morella, dove Blasco fece atto di sottomissione e ottenne la città come feudo.
Nel 1233 venne pianificata la campagna ad Alcañiz, che consistette in tre tappe:
- La prima tappa si diresse contro le terre di Castellón, con la presa di Burriana e di Peñíscola nel 1233;
- La seconda tappa venne diretta a sud arrivando fino al fiume Júcar. Nell'agosto 1237 venne conquistata Puig. Dopo la disfatta della squadra inviata dal re tunisino per aiutare la resistenza musulmana a Valencia, il 28 settembre del 1238, ci fu la capitolazione ed il re aragonese entrò nella città il 9 ottobre;
- La terza tappa durò un anno circa, tra il 1243 ed il 1245, assieme al regno di Castiglia, venne portata a termine l'occupazione del territorio valenzano e vennero stabiliti i limiti territoriali con il Trattato di Almizrra del 1244, firmato tra Giacomo I e l'infante Alfonso (futuro Alfonso X di Castiglia) per delimitare le aree di espansione sul territorio musulmano compreso tra la Castiglia e la Corona di Aragona, che confermava il trattato, del 1179, siglato tra Alfonso VIII di Castiglia ed Alfonso II d'Aragona, a Cazorla. Le terre al sud della linea Biar-Villajoyosa rimasero nelle mani castigliane (il Regno di Murcia rimase nelle mani dei Castigliani, mentre i territori del regno di Valencia vennero consegnati definitivamente agli aragonesi solo dopo il 1305 con i trattati di Torrellas ed Elche, quando sul trono della Corona d'Aragona sedeva Giacomo II)

Gli anni seguenti a quest'ultima tappa, Giacomo I dovette far fronte a diverse rivolte dei Mori.
Per evitare un'eccessiva espansione territoriale da parte della nobiltà aragonese, pur essendo i due regni, di Aragona e di Valencia, uniti sotto un unico scettro, a livello amministrativo Giacomo I decise di mantenere separati il Regno di Valencia con quello della Corona d'Aragona, rispettando gli usi ed i costumi locali (i fueros valenciani).

## La Corona d'Aragona
Nella seconda metà del secolo XIII, con il re della corona di Aragona, Pietro il Grande, il regno di Valencia, che era abitato in prevalenza da musulmani, cominciò ad essere ripopolato anche da cristiani ed Ebrei, dando vita a una società multietnica, multiconfessionale e multiculturale.
Nella guerra civile di Castiglia, tra Pietro il Crudele ed Enrico di Trastamara, il re della corona d'Aragona Pietro IV appoggiò il secondo permettendogli di transitare con le sue truppe nei possedimenti del regno di Valencia e dove dovette difendersi dall'attacco di Pietro I, che, nel 1356, alleato della repubblica di Genova, voleva riprendersi i territori murciani ceduti al regno di Valencia (questa guerra è conosciuta come guerra dei due Pietri e terminò nel 1361, senza vincitori né vinti, con la pace di Terrer del 18 maggio).
Nel secolo successivo, durante la Guerra civile catalana (1462-1472), il trono della Corona di Aragona fu assegnato, prima al re di Castiglia, Enrico IV (1462-1463), poi al Connestabile del Portogallo, Pietro (1463-1466) ed infine al conte di Provenza, Renato d'Angiò (1466-1472), ma il regno di Valencia rimase sempre schierato dalla parte di Giovanni II di Aragona, che anche nei momenti peggiori della guerra mantenne sempre il possesso del regno di Valencia.
Circa duecento anni dopo, durante la guerra dei mietitori in Catalogna sul trono dal Principato sedettero:
- 1641 1643 Luigi XIII di Francia
- 1643 1652 Luigi XIV di Francia il Re-Sole

ma nessuno dei due regnò nel Regno di Valencia, che rimase sotto il controllo di Filippo IV di Spagna.

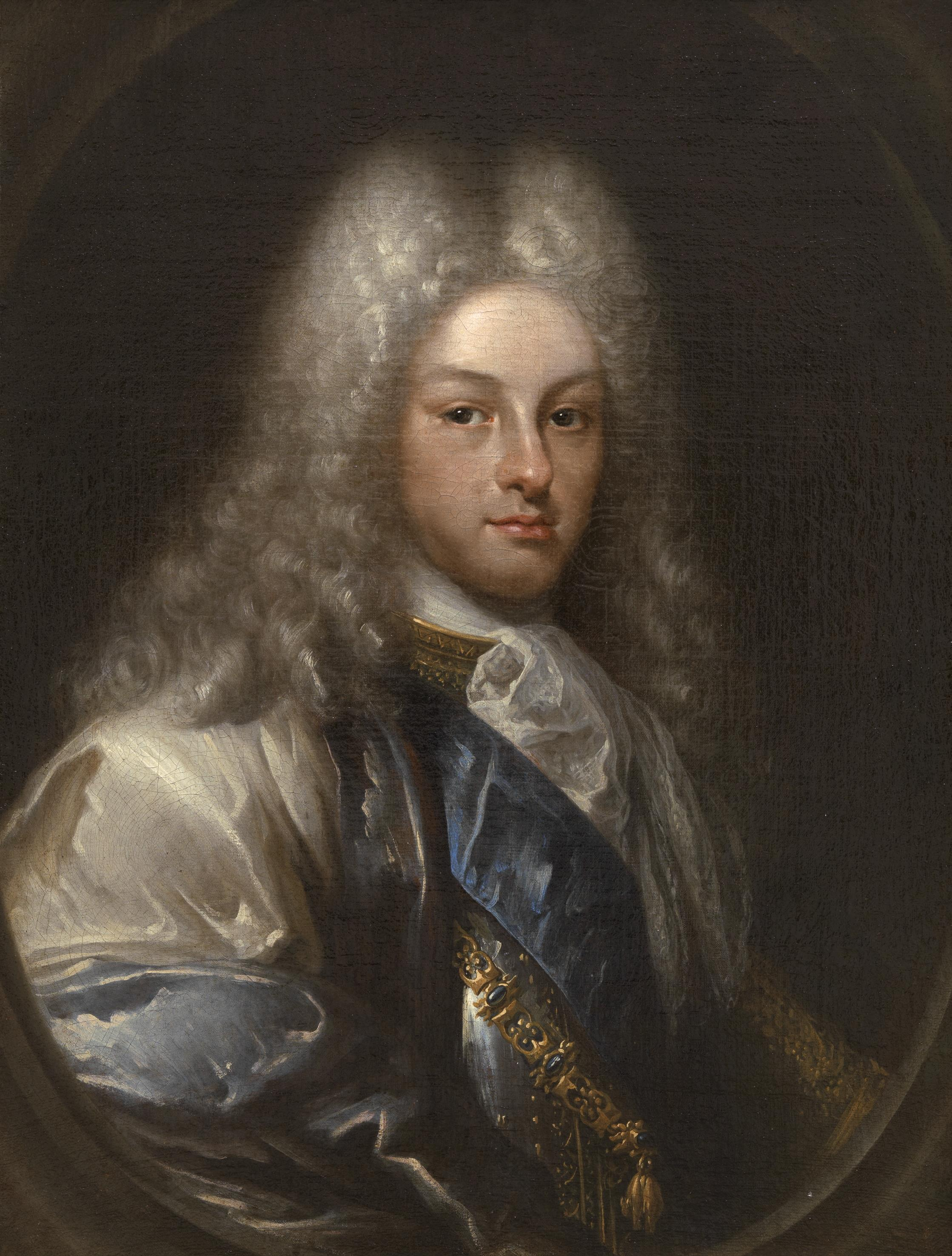
Filippo V.

Durante la guerra di successione spagnola, il Regno di Valencia, assieme al resto della Corona d'Aragona, si schierò dalla parte dell'Arciduca Carlo d'Austria, che si designò come Carlo III di Spagna (da non confondere con il successivo Carlo III di Spagna). Ma la vittoria di Filippo d'Angiò, del Casato dei Borboni, che assunse il nome di Filippo V di Spagna, fece sì che, tra il 1707 ed il 1716, fosse imposto ai regni di Aragona, Maiorca e Valencia e al Principato di Catalogna di uniformarsi alle leggi ed alle giurisdizioni castigliane, riducendo così i vecchi regni al rango di province, con la conseguente perdita dello status di regno e la soppressione dei propri fueros (leggi ed editti propri di ogni regno).